# Erioptera (Hespererioptera) oregonensis
Erioptera (Hespererioptera) oregonensis is een tweevleugelige uit de familie steltmuggen (Limoniidae). De soort komt voor in het Nearctisch gebied.